# بيتسي هولدن
بيتسي هولدن (بالإنجليزية: Betsy Holden)‏ هي سيدة أعمال أمريكية، ولدت في 19 أكتوبر 1955.

## وصلات خارجية
- بيتسي هولدن على موقع إن إن دي بي (الإنجليزية)